# Pedroso Júnior
José Correia Pedroso Júnior (Aguaí, 8 de dezembro de 1907 — ?) foi um político brasileiro. Exerceu o mandato de deputado federal constituinte por São Paulo em 1946.